# Cmentarz rzymskokatolicki w Zubowicach
Cmentarz rzymskokatolicki w Zubowicach – nekropolia rzymskokatolicka w Zubowicach, utworzona na potrzeby miejscowej parafii ok. 1920, użytkowana do dzisiaj.

## Historia i opis
Cmentarz założono około 1920 r. na gruntach ofiarowanych przez rodzinę Głogowskich. Cmentarz został urządzony na sześciokątnym obszarze i podzielony dwiema równoległymi alejkami.
Na początku lat 90. XX wieku na terenie nekropolii znajdowały się betonowe i lastrikowe stelle z krzyżami oraz metalowe krzyże przy grobach ziemnych, a także nieliczne krzyże drewniane.
Na cmentarzu na pierwszy plan wysuwa się grobowiec rodzinny Głogowskich. Jest to duży kopiec z krzyżem kamiennym na szczycie, z postacią kobiety w żałobie. Inskrypcje na nagrobkach wykonane zostały w języku polskim. Na cmentarzu rosną lipy, graby i klony.